# اقتحام سجن مكة
هذه مجزرة وقعة في سنة 1044هـ وكانت مجزرة اخرجت فيها قبيلة غامد المساجين التي كانت في حصون الدولة العثمانية

## سبب المجزرة
كان سببها ان الدولة العثمانية احتجزت فارس قبيلة غامد سلمان بن نامي  احد اقوى الفرسان والقادة فخرج علي حربة وجمع الجنود ونزلو على المعسكر الذي كانو يحتجزون فيه الناس مؤقتًا   

## ذكر المجزرة في الوثائق
ذكرت هذة المجزرة في مخطوطات اسرة عائلة ال حربة توضح ان بعدما قام الترك باسر سلمان بن نامي خرج علي حربة الغامدي ومعه جنود من غامد يريدون محبس الدولة العثمانية في مكة بكل سرية تامة  , فعندما وصلو التقو بالحراس فاقتتلو  قتالا فانتصرت قبيلة غامد واخرجو جميع المحبوسين والمأسورين من السجن وبلغ عدد القَتْلا من الترك 40 وتقول الوثيقة ان بعدها خرجت قبيلة غامد وكثير من القبائل المجاورة وحاربو الشريف